# استافیلوکوکوس همولایتیکوس
استافیلوکوکوس همولایتیکوس

استافیلوکوکوس همولایتیکوس از اعضای استافیلوکوک‌های کوآگولاز منفی است.این باکتری جزئی از فلور نرمال پوست و غشاهای مخاطی در انسان است.